# Palaeorhiza sedlaceki
Palaeorhiza sedlaceki is een vliesvleugelig insect uit de familie Colletidae. De wetenschappelijke naam van de soort is voor het eerst geldig gepubliceerd in 1982 door Hirashima.